# Gozzi (famiglia)

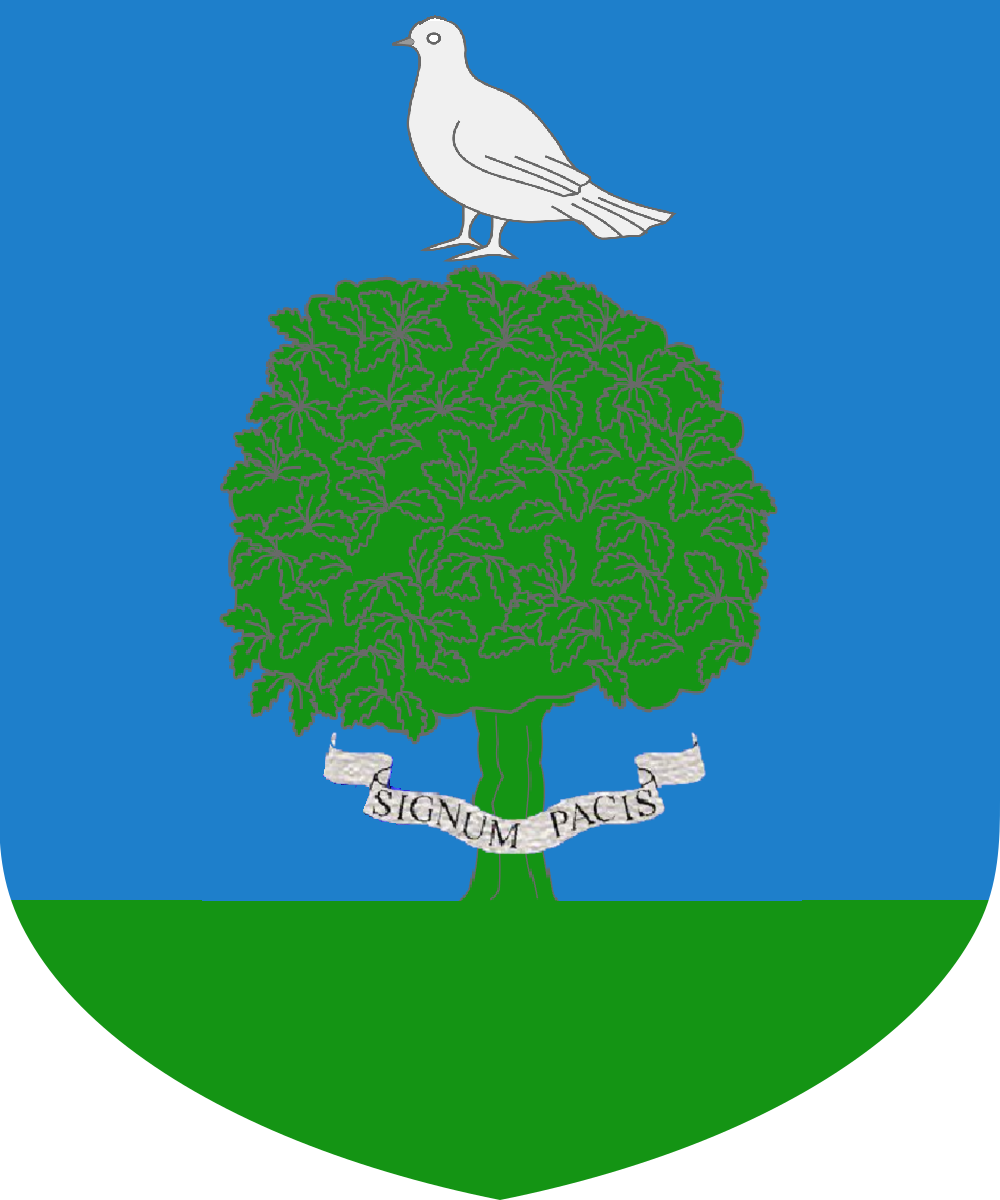
Stemma Gozzi

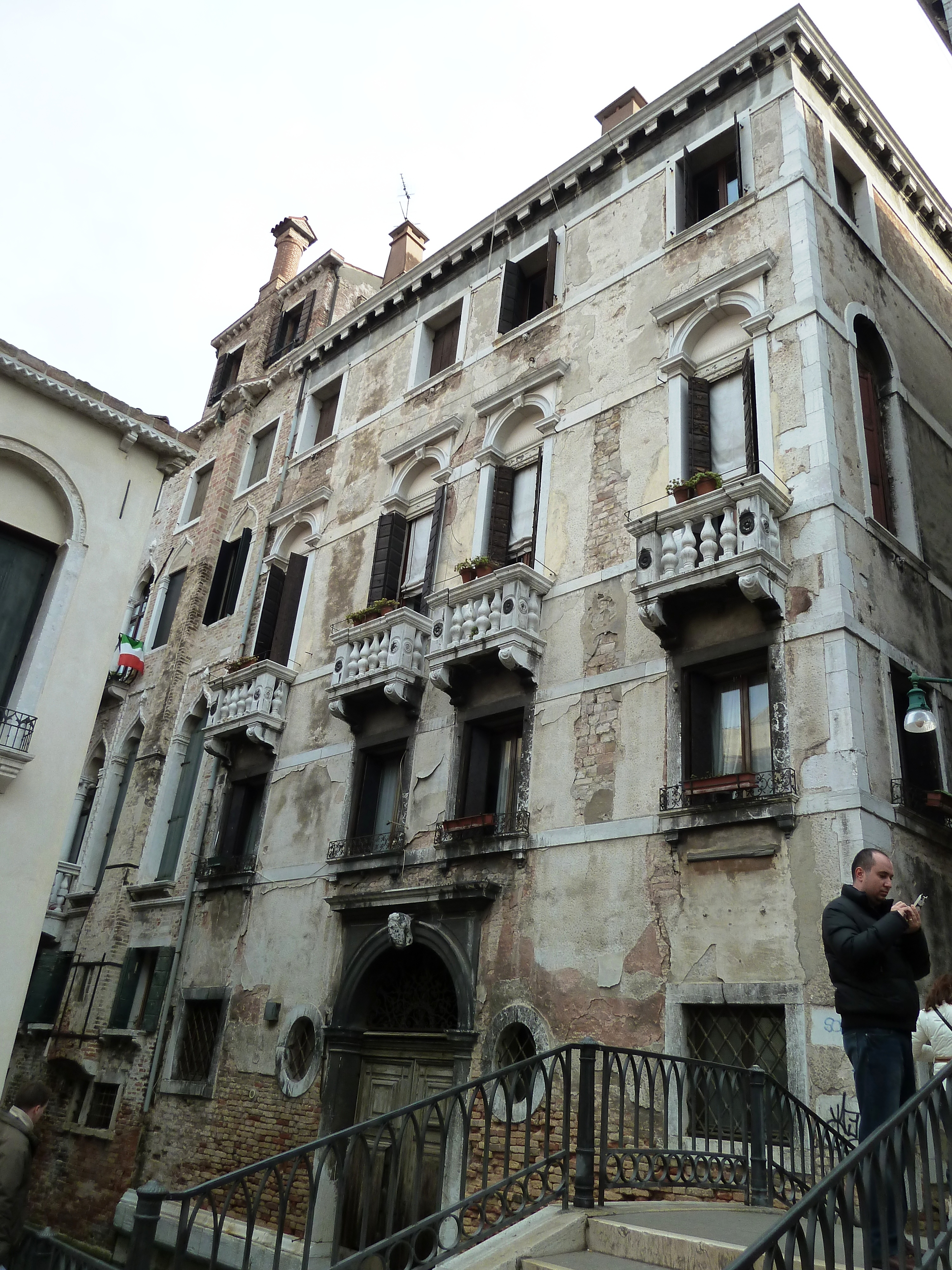
Venezia, Palazzo Gozzi

La famiglia Gozzi è una famiglia patrizia veneziana, originaria di Bergamo e trapiantata a Venezia nel 1515. Fu aggiunta alla nobiltà veneziana nel 1646.

## Esponenti illustri
- Gasparo Gozzi (1713-1786), letterato
- Carlo Gozzi (1720-1806), drammaturgo

## Arma
D'azzurro, alla quercia al naturale, terrazzata dello stesso, sormontata da una colomba posata d'argento, con la lista dello stesso, caricata dal motto: Signum pacis di nero, attraversante in fascia sul tronco.